# 성부
성부(聖父)는 기독교의 삼위일체론에서 말하는 제1위를 지칭하는 호칭이다. 기독교에서는 "하느님 아버지", "아버지 하느님"으로 부르기도 한다.
삼위일체 교리에서는 성부를 성자인 예수와 성령과 더불어 한 분의 하느님이라고 주장한다.

## 내용
성부, 즉 아버지 하느님은 기독교에서 하느님께 부여된 칭호다. 주류 삼위일체 기독교에서는 성부 하느님을 삼위일체의 제1위로 여기고, 제2위인 성자 예수 그리스도, 제3위인 성령 하느님을 따른다. 2세기 이후 기독교 신조에는 주로 "우주의 아버지이자 창조자"로서의 능력을 바탕으로 "아버지 하느님(전능자)"에 대한 신앙의 확증이 포함되었다.
그러나 기독교에서 예수 그리스도의 아버지로서 하느님의 개념은 형이상학적으로 하느님이 모든 사람의 창조자요 아버지라는 개념보다 더 나아간다. "하늘과 땅의"라는 말은 즉시 이어지지만 "그의 외아들 우리 주 예수 그리스도"에서는 별도로 뒤따르므로 아버지 됨의 두 가지 의미를 모두 표현한다.

## 같이 보기
- 기독교
- 삼위일체
- 옛적부터 항상 계신 이
- 사벨리우스주의
- 천부신